# Ion David
Ion David (ur. w 1900 w Zălan, zm. ?) – rumuński lekkoatleta. Uczestnik Igrzysk Olimpijskich 1928 w Amsterdamie. Uczestniczył w konkursach pchnięcia kulą i rzutu dyskiem, w obu odpadł w eliminacjach. w pchnięciu kulą z wynikiem 12,82 m został sklasyfikowany na 16. miejscu, a w konkursie rzutu dyskiem odległość 37,49 m dała mu 28. miejsce. 

## Rekordy życiowe
- Pchnięcie kulą – 14,06 (1926)
- Rzut dyskiem – 46,46 (1926).